# Timme Rosenkrantz
Timme Rosenkrantz, född 6 juli 1911, död 11 augusti 1969, var en dansk journalist, jazzentusiast och baron, tillhörande en adelssläkt med anor från 1300-talet. 
Rosenkrantz samling av jazzinspelningar, företrädesvis från swingepoken, finns bevarad vid Syddansk Universitetsbibliotek i Odense. 
Under en kort period var han delägare av Handelsfirman BONO, Stockholm. Tillsammans med saxofonisten Erik ”Saxjerker” Eriksson utgav han skivmärket BARONET, namnet inspirerat av Rosenkrantz adelstitel.